# NGC 4463
NGC 4463 is een open sterrenhoop in het sterrenbeeld Vlieg. Het hemelobject werd op 2 mei 1835 ontdekt door de Britse astronoom John Herschel.

## Synoniemen
- OCL 885
- ESO 95-SC10